# قائمة البعثات الدبلوماسية في كوستاريكا

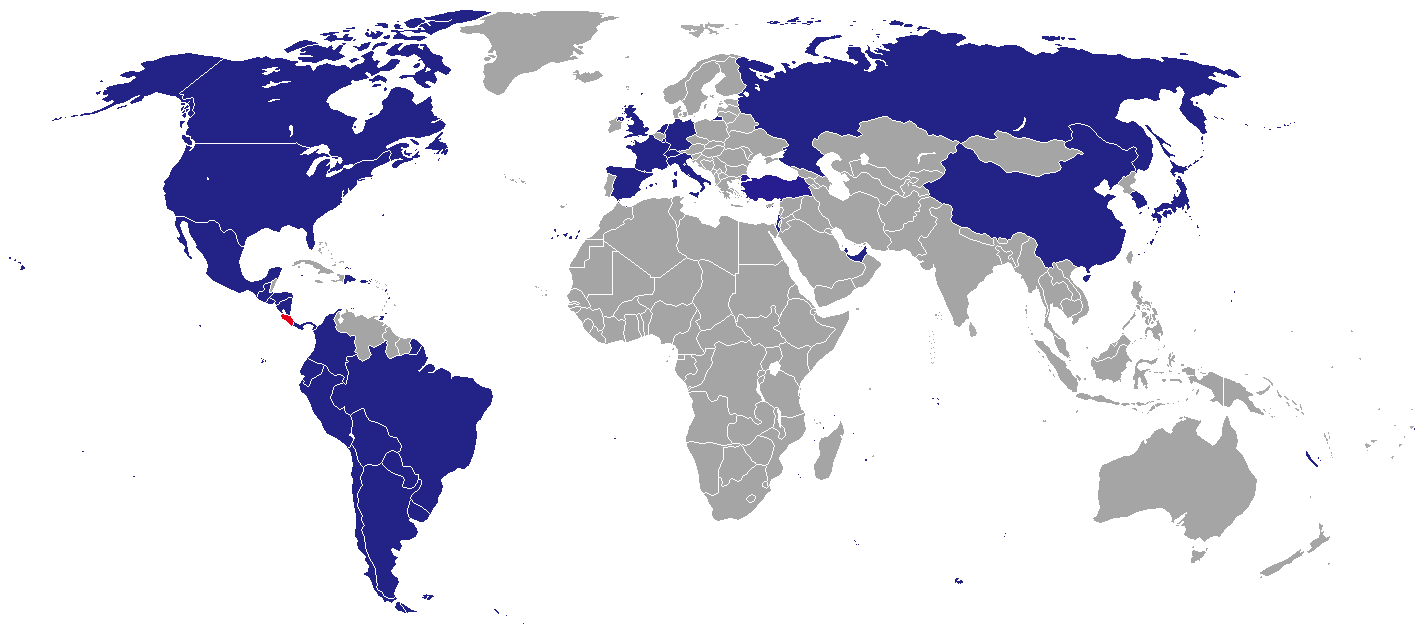
خريطة البعثات الدبلوماسية في كوستاريكا.

يناقش هذا المقال حول البعثات الدبلوماسية في كوستاريكا. حاليًا هناك 38 سفارة في سان خوسيه. العديد من الدول لديها أيضًا سفارات غير مقيمة معتمدة لكوستاريكا.

## سفارات فيسان خوسيه
- ألمانيا
- الإمارات العربية المتحدة
- الأرجنتين
- بوليفيا
- البرازيل
- كندا
- تشيلي
- الصين
- كولومبيا
- كوبا
- جمهورية الدومينيكان
- الإكوادور
- السلفادور
- فرنسا
- غواتيمالا
- الكرسي الرسولي
- هندوراس
- إسرائيل
- إيطاليا
- اليابان
- المكسيك
- هولندا
- نيكاراغوا
- بنما
- باراغواي
- بيرو
- قطر
- روسيا
- جمهورية كوريا
- فرسان مالطة
- أسبانيا
- سويسرا
- ترينيداد وتوباغو
- تركيا
- المملكة المتحدة
- الولايات المتحدة
- أوروجواي
- فنزويلا

## بعثات غيرها و قنصليات
- الاتحاد الأوروبي (بعثات في سان خوسيه)
- بورتوريكو (مكتب تجارة سان خوسيه)

## سفارات وبعثات دبلوماسية غير مقيم

### مقيم فيمكسيك العاصمة
- أستراليا
- الأردن
- أذربيجان
- أيرلندا
- بنغلاديش
- ساحل العاج
- قبرص
- فنلندا
- المجر
- العراق
- الكويت
- الفلبين
- ماليزيا
- نيجيريا
- نيوزيلندا
- النمسا
- باكستان
- رومانيا
- صربيا
- سلوفاكيا
- جنوب إفريقيا
- تايوان (مكتب تايبيه الاقتصادي والثقافي)
- أوزبكستان
- فيتنام

### مقيم فيهافانا
- جمهورية الكونغو
- جمهورية الكونغو الديمقراطية
- غينيا
- جيبوتي
- إثيوبيا
- كينيا
- لاوس
- كمبوديا
- مالي
- اليمن
- زيمبابوي

### مقيم فيواشنطن العاصمة
- أفغانستان
- البحرين
- الرأس الأخضر
- دومينيكا
- إستونيا
- غانا
- قرغيزستان
- موريشيوس
- موريتانيا
- عُمان
- بابوا غينيا الجديدة
- رواندا
- السودان
- الصومال
- جنوب السودان
- توغو
- تونس
- طاجيكستان
- أوغندا
- زامبيا

### مقيم فيمدينة نيويورك
- بوروندي
- جمهورية إفريقيا الوسطى
- كرواتيا
- جزر القمر
- إرتريا
- ولايات ميكرونيسيا المتحدة
- فيجي
- غامبيا
- غينيا بيساو
- آيسلندا
- جامايكا
- جزر المالديف
- جزر مارشال
- الجبل الأسود
- ناورو
- سيراليون
- ساو تومي وبرينسيب
- سيشل
- تركمانستان

### مقيم فيماناغوا
- إيران
- ليبيا
- فلسطين

### مقيم فيبنما العاصمة
- مصر
- هايتي
- إندونيسيا
- كوسوفو
- المغرب
- البرتغال
- الجمهورية العربية الصحراوية الديمقراطية

## البعثات السابقة
- بلجيكا
- التشيك (أغلقت في 2011)
- بولندا (أغلقت في 2015)[1]